# Liddes
Liddes és un municipi del cantó suís del Valais, situat al districte d'Entremont.
Liddes s'esmenta per primera vegada el 1177 com a "Leides".

## Geografia
Liddes limita al sud amb el municipi de Bourg-Saint-Pierre, a l'est per Bagnes, a l'oest i al nord per Orsières.
El municipi se situa sobre l'eix internacional del Grand-Sant-Bernat. El poble de Liddes és el penúltim poble del cantó abans del túnel i el Coll del Gran Sant Bernat que condueixen a Itàlia (Vall d'Aosta).

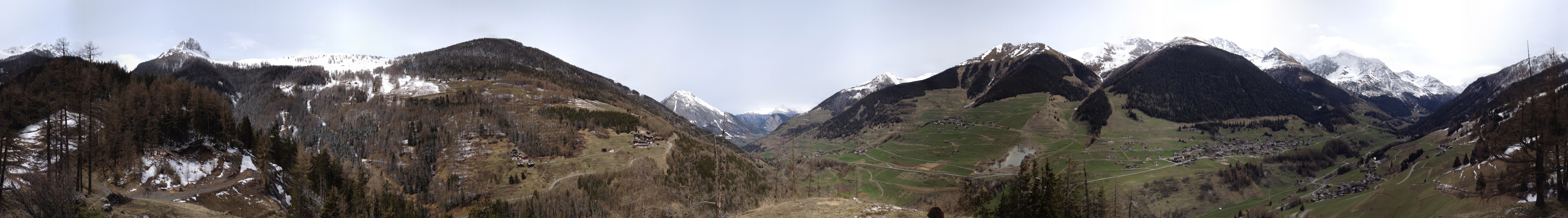
Panorama del poble de Liddes des de la Croix

Foto aèria presa a (1946)

El poble de Liddes té una escola primària; per l'ensenyament secundari, els nens es traslladen a Orsières. Està envoltat de dues capelles, una al nord dedicada a Saint-Laurent i l'altra al sud dedicada a Saint-Etienne, l'església principal està dedicada a Saint-Georges. La festa patronal és el 23 d'abril.
Els pobles de Rive-Haute i Chandonne també tenen una capella. Des del 1996, el poble de Dranse té un oratori.

## Liddes a la cultura

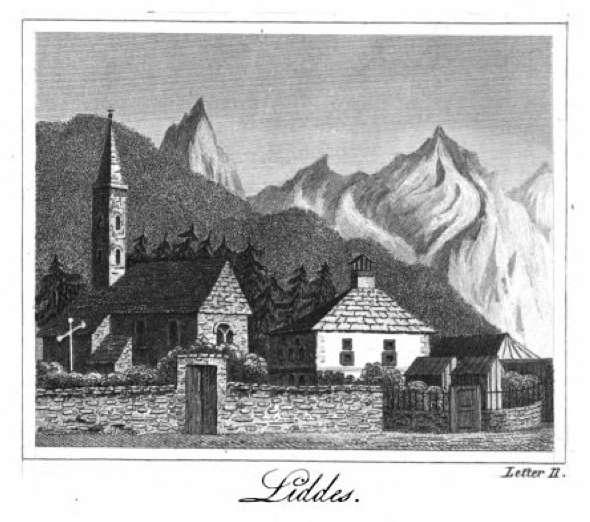
Liddes al segle XIX

- 1923: Visages d'enfants, film de Jacques Feyder